# 马来西亚全国伊斯兰宗教事务委员会
马来西亚全国伊斯兰宗教事务委员会（简称MKI），是由马来西亚统治者委员会设立的一个独立机构。该机构设立于1968年10月17日，旨在协调全国伊斯兰教的管理事务。1969年7月1日正式成立，原名为“马来西亚半岛全国伊斯兰宗教事务委员会”。随着沙巴州和砂拉越州于1971年6月17日被接纳为理事会成员，该机构的名称也随之更改为现名。

## 目的和责任
该委员会成立的主要目的是从中央层面管理伊斯兰教的行政事务，并与每个州的伊斯兰宗教委员会协调所有任务。为了实现这一目的，该委员会负责：
1. 商议和管理统治者委员会提交给该委员会的任何事项，
2. 向统治者委员会、州政府或州伊斯兰宗教委员会提供建议。

全国伊斯兰宗教事务委员会有21名成员，由马来西亚首相署管理，并担任该委员会的受托人。此外，该委员会还负责若干事务，例如清真文字和标志的使用、电视上的祈祷呼唤以及禁止卡迪亚尼或艾哈迈迪亚教义。随着马来西亚全国伊斯兰宗教事务委员会的运作，政府希望全国范围内与伊斯兰教有关的事务能够标准化。